# Nancy Millán
Nancy Millán es una deportista chilena que compite en piragüismo en la modalidad de aguas tranquilas. Ganó una medalla de bronce en el Campeonato Mundial de Piragüismo de 2013 en la prueba de C2 500 m.

## Palmarés internacional
| Campeonato Mundial | Campeonato Mundial   | Campeonato Mundial | Campeonato Mundial |
| Año                | Lugar                | Medalla            | Evento             |
| ------------------ | -------------------- | ------------------ | ------------------ |
| 2013               | Duisburgo (Alemania) | Medalla de bronce  | C2 500 m           |